# Albia caerula
Albia caerula är en kvalsterart som beskrevs av Marshall 1927. Albia caerula ingår i släktet Albia och familjen Axonopsidae. Inga underarter finns listade i Catalogue of Life.